# Liste des préfets de la Dordogne
Liste des préfets de la Dordogne depuis la création du département. Le siège de la préfecture est à Périgueux.

## Préfets napoléoniens (1800-1814 et 1815)
| Date                             | Nom                                  | Fonction précédente                                                   | Observations                                    |
| -------------------------------- | ------------------------------------ | --------------------------------------------------------------------- | ----------------------------------------------- |
| 11 ventôse an VIII (2 mars 1800) | Léonard-Philippe Rivet               | Commissaire de l'administration centrale du département de la Corrèze | (1re période) Nommé préfet de l'Ain             |
| 12 février 1810                  | baron Jean Frédéric Théodore Maurice | Auditeur au Conseil d'État Préfet de la Creuse                        | Devient maître des requêtes                     |
| 10 juin 1814                     | Léonard-Philippe Rivet               | Préfet de l'Ain                                                       | (2e période). Nommé préfet du Cher (Cent-Jours) |
| 6 avril 1815                     | baron François Charles Luce Didelot  | Préfet du Cher                                                        | Nommé préfet de l'Aude                          |

## Préfets de la Restauration (1814-1815 et 1815-1830)
| Date             | Nom                                                          | Fonction précédente                  | Observations                                                              |
| ---------------- | ------------------------------------------------------------ | ------------------------------------ | ------------------------------------------------------------------------- |
| 14 juillet 1815  | Louis-Joseph Duhamel                                         | Préfet des Pyrénées-Orientales       | Nommé préfet de la Vienne                                                 |
| 8 décembre 1815  | colonel baron François Louis Joseph de Bourcier de Montureux | Préfet de la Corse                   | Sera (1823) préfet de l'Ardèche                                           |
| 20 février 1817  | Louis Pépin de Bellisle                                      | Préfet de la Creuse                  | Nommé préfet de la Sarthe                                                 |
| 10 février 1819  | comte Constant Marie Huchet de Cintré                        | Préfet du Finistère                  | Passe à la retraite                                                       |
| 27 janvier 1828  | Charles Louis Jacques Maxime de Chastenet de Puységur        | Préfet des Landes                    | Nommé préfet de Tarn-et-Garonne                                           |
| 12 novembre 1828 | Arnaud de Lingua de Saint-Blanquat                           | Député de l'Ariège et préfet du Gers | Après les Trois Glorieuses remplacé comme préfet reste député de l'Ariège |

## Préfets de la monarchie de Juillet (1830-1848)
| Date            | Nom                                      | Fonction précédente                                                                                  | Observations                        |
| --------------- | ---------------------------------------- | --- | ----------------------------------- |
| 19 août 1830    | Jacques Marquet de Montbreton de Norvins | directeur général de la police des États romains (1810-1814) écarté des affaires publics (1815-1830) | Nommé préfet de la Loire            |
| 14 mai 1831     | Jean Scipion Anne Mourgue                | Préfet de la Loire                                                                                   | Nommé préfet de la Haute-Vienne     |
| 14 juillet 1833 | François Auguste Romieu                  | Sous-préfet de Louhans                                                                               | Nommé préfet de la Haute-Marne      |
| 9 juillet 1843  | Louis Léger Combret de Marcillac         | Député de la Dordogne                                                                                | Révoqué après la Révolution de 1848 |

## Préfets et commissaires du gouvernement de la Deuxième République (1848-1851)
| Date               | Nom                                                       | Fonction précédente                                                                                            | Observations                                                                                    |
| ------------------ | --------------------------------------------------------- | --- | ----------------------------------------------------------------------------------------------- |
| 5 mars 1848        | Thomas Dusolier                                           | député de la Dordogne                                                                                          | (commissaire du Gouvernement, révoqué le 22 mars) Représentant de la Dordogne                   |
| mars 1848          | Louis Chassaignac de Latrade                              | commissaire général de la République pour la Gironde directeur d'une compagnie d'exploitation de chemin de fer | (commissaire général de la République) Représentant de la Corrèze. Proscrit de 1851 à 1859      |
| Avant 14 mars 1848 | Jean-Baptiste Clément Dulac                               | | (commissaire du Gouvernement, non installé) Représentant de la Dordogne Proscrit de 1851 à 1870 |
| Avant 14 mars 1848 | François Numa Dufraisse                                   | | (commissaire du Gouvernement, non installé). (frère de Marc Dufraisse)                          |
| 22 mars 1848       | Jean Chavoix                                              | Maire d'Excideuil                                                                                              | (commissaire du Gouvernement) Élu Représentant de la Dordogne proscrit de 1851 à 1859           |
| 22 mars 1848       | Étienne Alexis Ludovic Lamarque                           | | (commissaire du Gouvernement). Nommé (12 juin) préfet de l'Aude                                 |
| 22 mars 1848       | Charles Gabriel Montagut                                  | Capitaine d'artillerie                                                                                         | (commissaire du Gouvernement)                                                                   |
| 2 juin 1848        | Jean Baptiste Ernest Caylus                               | Refugié à New-York après les insurrections d'avril 1834, il revient en France à la Revolution de 1848          | Nommé préfet de la Marne                                                                        |
| 31 octobre 1848    | Louis Marie Philibert Edgar de Renouard de Sainte-Croix   | | Nommé préfet de Saône-et-Loire, sans suite puis nommé préfet des Deux-Sèvres                    |
| 7 mars 1851        | vicomte Jean Baptiste Albert de Calvimont de Saint-Robert | Sous-préfet de Bergerac                                                                                        | Nommé Maître des requêtes au conseil d'État,                                                    |

## Préfets du Second Empire (1851-1870)
| Date             | Nom                                                 | Fonction précédente        | Observations                   |
| ---------------- | --------------------------------------------------- | -------------------------- | ------------------------------ |
| 5 décembre 1853  | Jean Baptiste Émile Jaubert                         | Préfet des Landes          | Nommé préfet d'Eure-et-Loir    |
| 8 avril 1856     | Alexandre Ladreit de Lacharrière                    | Préfet de Saône-et-Loire   | Passe à la retraite            |
| 16 octobre 1865  | Honoré Hippolyte Girard de Villesaison              | Préfet de la Vendée        | Mort en fonction               |
| 5 octobre 1867   | Jean Marie François Léon Chamboduc de Saint-Pulgent | Préfet de l'Ain            | Nommé préfet de Seine-et-Marne |
| 26 novembre 1869 | Jean-Baptiste Stanislas Boffinton                   | Préfet des Basses-Pyrénées | Passe à la retraite            |

## Préfets de la Troisième République (1870-1940)
| Date              | Nom                                        | Fonction précédente                                          | Observations |
| ----------------- | ------------------------------------------ | ------------------------------------------------------------ | --- |
| 4 septembre 1870  | Louis Amédée Guilbert                      | Médecin Maire de Périgueux (du 20 août au 4 septembre 1870). | Médecin à Périgueux Directeur de l'asile d'aliénés de Cadillac (Bordeaux) Directeur de l'asile d'aliénés de Chateau-Picon |
| 10 avril 1871     | Pierre Pétiniaud de Champagnac             | Sous-préfet de Sceaux                                        | directeur de l'institution nationale des sourdes-muettes de Bordeaux                                                      |
| 25 juillet 1872   | Jean Émile Laurent                         | Secrétaire général de l'Yonne (remplacé le 8 septembre 1870) | Nommé Secrétaire général de la Seine                                                                                      |
| 15 février 1873   | Jean Charles Gustave de Toustain du Manoir | Préfet de l'Aveyron                                          | Nommé Directeur général des affaires civiles et financières de l'Algérie                                                  |
| 16 octobre 1873   | Émile Lorois                               | Préfet de Loir-et-Cher                                       | Nommé préfet de la Lozère                                                                                                 |
| 28 août 1874      | François Vivaux                            | Préfet de la Lozère                                          | Nommé préfet d'Ille-et-Vilaine                                                                                            |
| 13 avril 1876     | Charles Delpon de Vissec                   | Préfet du Morbihan                                           | Nommé préfet de Seine-et-Marne, sans suite Nommé préfet de Seine-et-Oise                                                  |
| 19 mai 1877       | baron Charles Arthur de Rafélis de Broves  | A été sous-préfet                                            | Remplacé |
| 17 décembre 1877  | Louis Oustry                               | Préfet des Vosges                                            | Nommé préfet du Rhône |
| 15 mars 1879      | Paul Louis Benoît Dumarest (non installé)  | Préfet du Finistère                                          | Nommé préfet du Gard |
| 23 mars 1879      | Jean Charles François Roussel-Despierre    | Préfet de l'Yonne Préfet du Doubs, sans suite                | Remplacé |
| 3 septembre 1879  | Anatole Catusse                            | Préfet de l'Aude                                             | Nommé préfet de la Loire-Inférieure                                                                                       |
| 13 juin 1882      | Gustave Le Mallier                         | Préfet de l'Allier                                           | Nommé préfet du Puy-de-Dôme                                                                                               |
| 4 avril 1883      | Louis Bargeton                             | Préfet de la Savoie                                          | Nommé préfet de la Loire                                                                                                  |
| 6 mars 1886       | Paul Laugier-Mathieu                       | Préfet de la Haute-Marne                                     | Remplacé |
| 20 juin 1888      | Prosper Fournier                           | Préfet des Hautes-Pyrénées                                   | Mort en fonction |
| 31 décembre 1892  | Frédéric Mascle                            | Préfet des Landes                                            | Nommé préfet de la Loire                                                                                                  |
| 24 septembre 1900 | Henri Estellé                              | Préfet de Tarn-et-Garonne                                    | Passe en retraite |
| 3 octobre 1910    | Pierre Beauvais                            | Préfet d'Eure-et-Loir                                        | Nommé trésorier-payeur général de la Charente-Inférieure                                                                  |
| 31 décembre 1913  | Joseph Auguste Chaleil                     | Préfet du Finistère                                          | (non installé) Nommé préfet de Saône-et-Loire                                                                             |
| 28 janvier 1914   | Joseph Canal                               | Préfet de Saône-et-Loire                                     | Nommé préfet de Seine-et-Oise                                                                                             |
| 1er mai 1918      | Paul Roquère                               | Préfet du Var                                                | Nommé préfet des Ardennes                                                                                                 |
| 4 mars 1920       | Alexandre Poivert                          | Préfet de la Mayenne                                         | (maintenu) |
| 22 octobre 1920   | Paul Gervais                               | Préfet de la Corrèze                                         | (non installé) Nommé préfet de la Charente-Inférieure, appelé à d'autres fonctions                                        |
| 22 octobre 1920   | Paul Léonard Constant Mathivet             | Préfet du département d'Oran                                 | (non installé) Nommé préfet de la Charente-Inférieure                                                                     |
| 22 octobre 1920   | Alexandre Poivert                          | (Maintenu)                                                   | Nommé préfet des Vosges                                                                                                   |
| 28 août 1924      | Paul Périès                                | Préfet de la Haute-Loire                                     | À la disposition du ministère de l'Intérieur                                                                              |
| 29 mai 1929       | René Andrieu                               | Préfet de la Corrèze                                         | Nommé préfet de la Loire                                                                                                  |
| 8 novembre 1934   | Alfred Antony                              | Préfet de l'Aveyron                                          | Nommé préfet d'Ille-et-Vilaine                                                                                            |
| 22 mai 1937       | Marcel Joseph Hippolyte Jacquier           | Préfet du Lot                                                | |

## Préfets de Vichy (1940-1944)
| Date             | Nom                  | Fonction précédente      | Observations |
| ---------------- | -------------------- | ------------------------ | --- |
| 16 novembre 1940 | Maurice Labarthe     | Préfet de l'Yonne        | Passe à la retraite |
| 14 novembre 1941 | René Rivière         | Préfet des Hautes-Alpes  | Nommé préfet de la Haute-Vienne et préfet de la région de Limoges                                                      |
| 8 janvier 1943   | Jean Albert Popineau | Préfet délégué à Limoges | Révoqué |
| 6 juin 1944      | Jean Callard         | Sous-préfet de Bergerac  | (préfet de Vichy) 5 septembre 1944 : Suspendu de ses fonctions, retrogradé Sera (1946) Secrétaire général de la Manche |

## Préfets et commissaires de la République duGPRFet de la Quatrième République (1944-1958)
| Date            | Nom                                 | Fonction précédente                                                                 | Observations                                                            |
| --------------- | ----------------------------------- | ----------------------------------------------------------------------------------- | ----------------------------------------------------------------------- |
| 8 juin 1944     | Maxime Roux                         | Professeur, inspecteur d'académie, révoqué pendant la guerre                        | (préfet du maquis, puis préfet de la Libération prévu pour la Dordogne) |
| 20 août 1944    | Maxime Roux                         | Préfet de la Libération prévu pour la Dordogne                                      | Nommé préfet du Cher                                                    |
| 18 avril 1946   | André Lahillonne                    | Préfet des Côtes-du-Nord, déporté à Buchenwald 10 août 1943, rapatrié le 9 mai 1945 | Nommé préfet de la Loire-Inférieure                                     |
| 19 octobre 1947 | Serge Philippe Louis François Baret | Préfet de l'Aude                                                                    | Nommé préfet de l'Hérault                                               |
| 16 avril 1951   | Pierre Félix Maurice Rolland        | Préfet de la Nièvre                                                                 | Nommé préfet du Cher                                                    |

## Préfets de la Cinquième République (depuis 1958)
| Date             | Nom                                   | Fonction précédente | Observations |  |
| ---------------- | ------------------------------------- | --- | --- |  |
| 22 août 1959     | Robert Élie Pissère                   | Préfet du Cantal | Nommé préfet de l'Hérault, coordonnateur de la région Languedoc                                                 |  |
| 15 janvier 1962  | Jean Taulelle                         | Préfet du département de Bône | Nommé préfet de Saône-et-Loire                                                                                  |  |
| 21 décembre 1967 | François Charles Maxime Mignon        | Préfet des Deux-Sèvres | Nommé Secrétaire général de la préfecture de police                                                             |  |
| 11 décembre 1970 | Pierre Maurice Paul Béziau            | Préfet de la Martinique | Nommé préfet de Maine-et-Loire                                                                                  |  |
| 14 juin 1973     | Jean Lucchesi                         | Préfet de l'Orne | Inspecteur général de l'administration                                                                          |  |
| 14 avril 1975    | Claude Vieillecazes                   | Préfet de la Réunion | Nommé préfet de la Seine-Saint-Denis                                                                            |  |
| 9 mai 1977       | Gérard André Bélorgey                 | Préfet de Loir-et-Cher | Devient Secrétaire général du groupe Hachette                                                                   |  |
| 21 octobre 1980  | Raymond Jaffrezou                     | Préfet délégué pour la police auprès du préfet des Bouches-du-Rhône                                                                                          | (préfet, puis commissaire de la République le 2 mars 1982). Nommé préfet de la Vendée                           |  |
| 1er août 1983    | Jean Biacabe                          | Préfet de l'Ariège | (commissaire de la République). Mort en fonction                                                                |  |
| 1er octobre 1984 | Jacques Gasnier                       | Sous-préfet de Brest | (commissaire de la République). Nommé trésorier-payeur général de la Haute-Loire                                |  |
| 1er juillet 1987 | Patrice Pierre Marie Magnier          | Préfet des Alpes-de-Haute-Provence | (commissaire de la République, puis préfet le 24 février 1988). Nommé préfet de l'Aisne                         |  |
| 19 mars 1990     | Pierre Sébastiani                     | Préfet des Ardennes | Nommé préfet de la Charente-Maritime                                                                            |  |
| 8 mai 1993       | Éric Dégremont                        | Préfet de l'Allier | Nommé Directeur du cabinet du ministre de l'outre-mer                                                           |  |
| 27 juillet 1995  | François Georges René Fernand Goudard | Préfet de la Haute-Corse | ambassadeur extraordinaire et plénipotentiaire de la République française auprès de la République de l'Équateur |  |
| 27 octobre 1997  | Pierre-Henry Maccioni                 | coordonnateur, chargé de mission auprès du secrétaire général du comité interministériel pour les questions de coopération économique européenne             | Nommé préfet de Saône-et-Loire                                                                                  |  |
| 12 février 2001  | Thierry Le Roy                        | président du conseil d'administration de l'Institut des hautes études de défense nationale                                                                   | président de l'Office du tourisme et des congrès de Paris                                                       |  |
| 26 août 2002     | Jacques Franquet                      | Préfet délégué pour la sécurité et la défense auprès du préfet de la zone de défense Nord, préfet de la région Nord - Pas-de-Calais, préfet du Nord          | chef du service de coopération technique internationale de police (SCTIP)                                       |  |
| 28 juillet 2003  | Dominique Bellion                     | Préfet de l'Allier | Nommé Préfet du Gard                                                                                            |  |
| 31 juillet 2005  | Raphaël Bartolt                       | Directeur de cabinet de la Ministre Déléguée à l’intérieur                                                                                                   | Nommé directeur de l'ANTS                                                                                       |  |
| 12 février 2007  | Jean-François Tallec                  | Préfet de l'Yonne | Nommé secrétaire général de la mer                                                                              |  |
| 13 novembre 2008 | Béatrice Abollivier                   | Préfèt des Alpes-de-Haute-Provence | Nommé préfète de la Charente-Maritime                                                                           |  |
| 16 juin 2011     | Jacques Billant                       | Préfet de l’Ariège | Nommé préfet de la région Guadeloupe                                                                            |  |
| 12 novembre 2014 | Christophe Bay                        | Préfet de l'Aube | Nommé secrétaire général du Comité interministériel pour la prévention de la délinquance                        |  |
| 9 juin 2016      | Anne-Gaëlle Baudouin-Clerc            | Préfète des Hautes-Pyrénées | Nommée préfète du Puy-de-Dôme                                                                                   |  |
| 21 novembre 2018 | Frédéric Perissat                     | Préfet des Landes | Nommé préfet de la Manche                                                                                       |  |
| 3 novembre 2021  | Jean-Sébastien Lamontagne             | Préfet des Ardennes | Nommé vice-président du Conseil supérieur de l'appui territorial et de l'évaluation                             |  |
| 6 novembre 2024  | Marie Aubert                          | Préfète déléguée pour la défense et la sécurité auprès du préfet de la région Grand Est, préfet de la zone de défense et de sécurité Est, préfet du Bas-Rhin | Installée le 25 novembre                                                                                        |  |